# 布拉肯海姆
布拉肯海姆（德語：Brackenheim，發音：[ˈbʁakŋ̍ˌhaɪm] ⓘ）是德国巴登-符腾堡州斯图加特行政区海尔布隆县的城市，面积45.75平方千米，2023年12月31日人口为16,795人。